# شویتا تریپاتی
شویتا تریپاتی (انگلیسی: Shweta Tripathi) و یا با نام شویتا تریپاتی شرما (زادۀ ۶ ژوئیه ۱۹۸۵) بازیگر هندی است که به خاطر ایفای نقش گولو گوپتا در مجموعه تلویزیونی میرزاپور در نزد عموم معروف شد. او حرفه خود در بخش فیلم را با دستیار تهیه کننده و دستیار کارگردان شروع کرد و به خاطر فعالیت بازیگری در بالیوود و مجموعه های اینترنتی مورد  تمجید قرار گرفت و معروفیت بیشتری بدست آورد. فیلم های قابل توجه‌ای که او در آن ایفای نقش کرده است می توان به ماسان (۲۰۱۵) و حرام‌خور (۲۰۱۷) اشاره کرد.

## فیلم‌شناسی
فیلم
| سال  | نام فیلم              | نقش         | نکات                                            |
| ---- | --------------------- | ----------- | ----------------------------------------------- |
| ۲۰۱۱ | تریشنا                | شویتا       |                                                 |
| ۲۰۱۱ | سوجاتا                | سوجاتا جوان | فیلم کوتاه                                      |
| ۲۰۱۵ | ماسان                 | شالو گوپتا  | پیروز – جایزه زی سینی بهترین بازیگر نقش مکمل زن |
| ۲۰۱۶ | (Love Shots) لاو شاتس |             | فیلم کوتاه                                      |
| ۲۰۱۷ | حرام‌خور               | ساندیا      |                                                 |
| ۲۰۱۸ | دنیای زیبا            |             | فیلم کوتاه                                      |
| ۲۰۱۸ | باغ‌وحش                | میشا        |                                                 |
| ۲۰۱۹ | دختر کچل              | انکاشی      | از طریق پلت‌فرم ایروس نو به نمایش درآمد.         |
| ۲۰۱۹ | سیرک مهندی            | مهندی       | فیلم تامیل                                      |
| ۲۰۱۹ | غیرقانونی             | ماهی        | فیلم انگلیسی                                    |
| ۲۰۲۰ | تنها در شب            | کارونا سینگ | از طریق پلت‌فرم نتفلیکس به نمایش درآمد.          |
| ۲۰۲۰ | محموله                | یویشکا شکار | از طریق پلت‌فرم نتفلیکس به نمایش درآمد.          |
| ۲۰۲۱ | موشک راشمی            | مایا        | از طریق زی‌۵ به نمایش درآمد                      |
| ۲۰۲۳ | خسیس                  | مادوری      | از طریق زی‌۵ به نمایش درآمد                      |

سریال اینترنتی
| سال        | نام سریال        | نقش                    | پلت‌فرم             | نکات                   | مرجع. |
| ---------- | ---------------- | ---------------------- | ------------------ | ---------------------- | ----- |
| ۲۰۱۸–اکنون | میرزاپور         | گاجگامینی «گولو گوپتا» | آمازون پرایم ویدئو |                        | [ ۶ ] |
| ۲۰۱۹       | ساخته‌شده در بهشت | پریانکا میشرا          | آمازون پرایم ویدئو | اپیزود: «تکه‌ای از عشق» | [ ۷ ] |